# Міністерство внутрішніх справ та управління Польщі
Міністерство внутрішніх справ (пол. Ministerstwo Spraw Wewnętrznych) — міністерство в уряді Польщі. Створено при голові Ради міністрів Дональді Туску розпорядженням Ради міністрів 21 листопада 2011, яке набрало чинності 18 листопада 2011, шляхом перетворення Міністерства внутрішніх справ та адміністрації.
Здійснює нагляд за діяльністю поліції, але не контролює кримінальні розслідування, які проводяться під контролем судових органів.
Штаб-квартира міністерства знаходяться на вулиці Стефана Баторія, на південь від центру Варшави та урядового району, який оточує Бельведер.

## Функції
- Надання документів, що засвідчують особу (польські паспорти, посвідчення особи) та водійських прав через мережу воєводств
- відносини між центральними органами влади та місцевими урядами (за винятком регіонального розвитку, яке проводиться Міністерством регіонального розвитку)
- логістика та організація політичних виборів на національному рівні та рівні воєводств (але результати виборів — під наглядом Конституційного суду і адміністративних судів)
- регулювання імміграції та запобігання нелегальній імміграції
- інтеграція та реєстрація легальних іммігрантів

## Структура
- Польська національна поліція
- Прикордонна служба Польщі
- Цивільна оборона
- Державні пожежні бригади
- Пошуково-рятувальні бригади та нагляд за послугами швидкої допомоги

## Міністри внутрішніх справ
| Портрет | Портрет | Ім'я                | Партія                 | Термін повноважень | Термін повноважень | Голова Ради міністрів |
| ------- | ------- | ------------------- | ---------------------- | ------------------ | ------------------ | --------------------- |
|         |         | Яцек Чихоцький      | незалежний             | 18 листопада 2011  | 25 лютого 2013     | Дональд Туск          |
|         |         | Бартоломей Сенкевич | незалежний             | 25 лютого 2013     | 22 вересня 2014    | Дональд Туск          |
|         |         | Тереса Піотровська  | Громадянська платформа | 22 вересня 2014    | діє                | Ева Копач             |

## Міністерство внутрішніх справ та адміністрації
Міністерство внутрішніх справ та адміністрації (пол. Ministerstwo Spraw Wewnętrznych i Administracji) — міністерство в уряді Польщі. Було створено при голові Ради міністрів Влодзімеж Цімошевич 1 січня 1997 року. Було розформовано при голові Ради міністрів Дональд Туск 18 листопада 2011. Функції були передані двом новим міністерствам — Міністерству внутрішніх справ та Міністерству адміністрації та впровадження цифрових технологій.

### Міністри внутрішніх справ та адміністрації
| Портрет | Портрет | Ім'я              | партія                       | Термін повноважень | Термін повноважень | Голова Ради міністрів                  |
| ------- | ------- | ----------------- | ---------------------------- | ------------------ | ------------------ | -------------------------------------- |
|         |         | Лешек Міллер      | Союз демократичних лівих сил | 1 січня 1997       | 17 жовтня 1997     | Влодзімеж Цімошевич                    |
|         |         | Януш Томашевський | Солідарність                 | 31 жовтня 1997     | 3 вересня 1999     | Єжи Бузек                              |
|         |         | Марек Бірнакі     | Солідарність                 | 7 жовтня 1999      | 19 жовтня 2001     | Єжи Бузек                              |
|         |         | Кшиштоф Янік      | Союз демократичних лівих сил | 19 жовтня 2001     | 21 січня 2004      | Лешек Міллер                           |
|         |         | Юзеф Олекси       | Союз демократичних лівих сил | 21 січня 2004      | 21 квітня 2004     | Лешек Міллер                           |
|         |         | Єжи Шмайдзінський | Союз демократичних лівих сил | 21 квітня 2004     | 2 травня 2004      | Лешек Міллер                           |
|         |         | Ришард Каліш      | Союз демократичних лівих сил | 2 травня 2004      | 31 жовтня 2005     | Марек Бєлка                            |
|         |         | Людвік Дорн       | Право та справедливість      | 31 жовтня 2005     | 7 лютого 2007      | Казимеж Марцинкевич Ярослав Качинський |
|         |         | Януш Качмарек     | незалежний                   | 8 лютого 2007      | 8 серпня 2007      | Ярослав Качинський                     |
|         |         | Владислав Стасяк  | незалежний                   | 8 серпня 2007      | 16 листопада 2007  | Ярослав Качиньський                    |
|         |         | Гжегож Схетина    | Громадянська платформа       | 16 листопада 2007  | 13 жовтня 2009     | Дональд Туск                           |
|         |         | Єжи Міллер        | Громадянська платформа       | 14 жовтня 2009     | 17 листопада 2011  | Дональд Туск                           |